# Freistellungs-Verordnung
Die Verordnung über die Befreiung bestimmter Beförderungsfälle von den Vorschriften des Personenbeförderungsgesetzes (Freistellungs-Verordnung) ist eine Rechtsverordnung des Bundesministeriums für Verkehr, Bau- und Stadtentwicklung. Rechtsgrundlage ist § 57 Abs. 1 Nr. 8 Personenbeförderungsgesetz (PBefG). 
Die Verordnung stellt die Beförderung von Personen für bestimmte im Rahmen des Gesamtverkehrs nicht besonders ins Gewicht fallende Beförderungsfälle allgemein von der Genehmigungspflicht frei. Diese Verkehre werden auch als freigestellter Verkehr bezeichnet.
Von der Genehmigungspflicht freigestellt werden gem. § 1 FrStllgV:
- Beförderungen mit Kraftfahrzeugen außerhalb öffentlicher Straßen und Plätze, also insbesondere Vorfeldbusse auf Flughäfen
- Beförderungen mit Kraftfahrzeugen in Ausübung hoheitlicher Tätigkeit (Gefangenentransporte etc.)
- die unentgeltliche Beförderung mit Personenkraftwagen bis zu sechs Sitzplätzen
- Verkehre, mit denen Arbeitnehmer zu wechselnden Arbeitsstellen befördert werden, solange dieser Verkehr nicht länger als ein Jahr andauert, z. B. Transporte zu Baustellen im Baugewerbe
- Verkehre im Rahmen der Land- und Forstwirtschaft
- Verkehre von und zur Schule (Schülerverkehr), ferner auch Verkehre von und zum Kindergarten
- Verkehre im Rahmen einer Beschäftigungstherapie durch Krankenhäuser oder Einrichtungen der medizinischen Rehabilitation
- Fahrgemeinschaften
- Behindertentransporte zu Tagesstätten, Werkstätten für behinderte Menschen (WfbM) o. ä.
- Verkehr zwischen verschiedenen Betriebsteilen eines Betriebs
- Beförderungen durch die Polizei oder durch die Bundeswehr (Polizeibusse, Truppentransporter o. ä.)
- die Mitnahme von Personen in Möbelwagen im Rahmen eines Umzugs
- die Mitnahme von Personen in Leichenwagen im Rahmen einer Beerdigung

Zur Harmonisierung mit der europäischen Berufszugangsverordnung (Verordnung (EG) Nr. 1071/2009) wurde in § 1 Nr. 4 FrStllgV die entgeltliche Personenbeförderungen mit Kraftomnibussen im Jahr 2012 reformiert.